# Bliss (película de 1997)
Bliss (en Hispanoamérica: Éxtasis) es una película dramática estadounidense de 1997 dirigida por Lance Young y protagonizada por Sheryl Lee, Craig Sheffer y Terence Stamp. Fue exhibida en la apertura del Festival Internacional de Cine de San Francisco.

## Sinopsis
María (Sheryl Lee) y Joseph (Craig Sheffer) son una pareja de casados que experimentan problemas sexuales debido principalmente a las inseguridades de María. Joseph acude accidentalmente a la oficina de Baltazar (Terence Stamp), un terapista sexual alternativo que lo ayuda a descubrir la razón de la inestabilidad de su esposa.

## Reparto
- Sheryl Lee como María.
- Craig Sheffer como Joseph.
- Terence Stamp como Baltazar.
- Casey Siemaszko como Tanner.
- Spalding Gray como Alfred.
- Leigh Taylor-Young como la pelirroja.
- Lois Chiles como Eva.
- Blu Mankuma como Nick.
- Ken Camroux como Hank.
- Pamela Perry como Dottie.
- Eli Gabay como Carlos.
- Molly Parker como Connie.